# Тьєррі Фремо
Тьєррі́ Фремо́ (фр. Thierry Frémaux; нар.29 травня 1960, Тюллен, Ізер, Франція) — директор Інституту Люм'єр в Ліоні та генеральний директор Каннського міжнародного кінофестивалю.

## Біографія
Тьєррі Фремо народився 29 травня 1960 року в Тюллені, департамент Ізер у Франції. Виріс у передмісті Ліона Венісьє, де його батько працював інженером в компанії Électricité de France. Фремо опановував дзюдо та має чорний пояс (4 дан у 2015 році), вивчав соціальну історію, отримавши ступінь магістра після захисту дисертації про походження позитивізму, а потім отримав докторський ступінь з соціальної історії кіно.
Фремо працював волонтером при створенні у Ліоні Інституту Люм'єр, у 1983 році став його співробітником на запрошення кінокритика Бетрана Шардера. У 1997 році він був призначений художнім керівником інституту за президентства у ньому Бертрана Таверньє. Разом вони організували відзначення сторіччя кіно у 1995 році та започаткували реставрацію фільмів братів Люм'єр. У 2009 році Тьєррі Фремо став організатором кінофестивалю Люм'єр у Ліоні.
Відхиливши пропозицію очолити Французьку сінематеку у 1999 році, Фремо на запрошення Жиля Жакоба став художнім керівником Каннського кінофестивалю, після раптового залишення цієї посади Олів'є Барро в 2001 році. З 2007 року Тьєррі Фремо очолює Каннський кінофестиваль як Генеральний директор.

## Нагороди

### Державні
- Орден Почесного легіону, офіцерський хрест (2016)[5]
- Орден «За заслуги» ІІІ ступеня (Україна, 23 серпня 2022) — за значні особисті заслуги у зміцненні міждержавного співробітництва, підтримку державного суверенітету та територіальної цілісності України, вагомий внесок у популяризацію Української держави у світі.[6]

### Кінематографічні
| Нагороди та номінації Тьєррі Фремо   | Нагороди та номінації Тьєррі Фремо | Нагороди та номінації Тьєррі Фремо | Нагороди та номінації Тьєррі Фремо |
| Рік                                  | Категорія                          | Фільм                              | Результат                          |
| ------------------------------------ | ---------------------------------- | ---------------------------------- | ---------------------------------- |
| Пусанський міжнародний кінофестиваль |                                    |                                    |                                    |
| 2005                                 | Корейська кінопремія               | Корейська кінопремія               | Перемога                           |
| Каннський кінофестиваль              |                                    |                                    |                                    |
| 2016                                 | Спеціальна приз ФІПРЕССІ           | Спеціальна приз ФІПРЕССІ           | Перемога                           |
| Премія «Люм'єр»                      |                                    |                                    |                                    |
| 2017                                 | Почесна премія                     | Почесна премія                     | Перемога                           |
| 2018                                 | Найкращий документальний фільм     | Люм'єр! Починається пригода        | Номінація                          |